# Carly Shay
Carla Taylor Shay o más conocida como Carly Shay , o simplemente Carly, es un personaje ficticio creado por Dan Schneider como la protagonista de la serie televisiva iCarly protagonizada por Miranda Cosgrove, quien en dicha serie nació el  24 de julio de 1994.
Es la hermana menor del artista Spencer Shay, es hija del coronel Steven Shay y la Señora Shay, de quien no se sabe nada en la serie, y la estrella principal del Show de iCarly, ella fue a vivir a Seattle cuando era un bebé y solo tenía un mes de edad, y vive con su hermano Spencer, que además es su tutor legal, ya que su padre está sirviendo en las fuerzas armadas. 
Su comida favorita son los tacos de spaghetti. Su primer trabajo fue en los Licuados Locos (Groovie Smothies) ya que necesitaba dinero para remodelar su habitación, le gustan los videojuegos, su teléfono es un pearPhone y es claustrofóbica, como se mostró en el episodio "la mama de Sam" y "el espacio exterior". Los personajes con los que tuvo más relación fueron Sam Puckett y Freddie Benson.
En el reinicio 2021, se revela que Carly organizó QVC mientras estaba en Italia, y que condujo la radio universitaria mientras estudiaba Teatro y Estudios de Medios. Por los eventos del reinicio, ella comparte un apartamento en Seattle con su nueva amiga Harper. Después de intentos fallidos de iniciar un canal de Internet con intereses románticos, decide reiniciar su webshow iCarly, con Freddie y Spencer ayudándola.

## Personalidad
Ella procura hacer las cosas bien, pero a veces se mete en problemas sin quererlo, en ocasiones por las circunstancias y otras veces por culpa de sus amigos o las origina ella. Es una buena estudiante, sus buenas calificaciones y buen comportamiento hizo que una escuela privada le ofreciera una beca, pero ella decidió quedarse cerca de sus amigos, al parecer es claustrofóbica ya que al estar en espacios muy cerrados suele actuar de manera extraña y desesperada.
Le gusta la vida de Spencer, ya que aunque a veces sea descuidado siempre se preocupa por ella. Carly siempre se preocupa demasiado. Cuando está molesta o tiene un problema algunas veces grita o sale de sus casillas pero siempre recupera la compostura muy rápido, y siempre tiene un plan para salir de las dificultades.
Según Dan Schneider, la personalidad de Carly tiene mucha relación con la personalidad de Miranda Cosgrove, pues algunos detalles como su primer mejor amiga, Missy Robinson se debe a que la actriz que interpretó a Missy es amiga de Miranda.
Presenta, junto con su amiga Sam, el popular programa en línea iCarly. Le gusta la banda Cuddlefish y la Pepi-Cola.

## Relaciones con otros personajes

### Samantha "Sam" Puckett
Carly y Sam se conocieron cuando tenían ocho años de edad, según el episodio "No Quiero Pelear" cuando Sam intentó robar a Carly su sandwich de atún. Cuando Carly lo recuperó, Sam quedó impresionada y se hicieron grandes amigas.
Carly intenta que Sam no haga malas acciones e intenta que no se meta en demasiados problemas. Por desgracia, Sam involucra a Carly en problemas. En el episodio iChristmas, Carly vive en una realidad alternativa donde Sam y ella nunca han sido amigas. De hecho, Sam está en un reformatorio debido a su mala conducta, pues Spencer nunca dejó a Carly ser amiga de Sam porque la consideraba una mala influencia.
En alguna ocasión, Carly y Sam se pelean y discuten, pero siempre son amigas. Dadas las buenas intenciones de Carly ella cree que todas las personas son buenas y no le interesa pelear, pero si alguien intenta lastimar a Carly, Sam siempre está dispuesta a protegerla, si es necesario con violencia. Sam no permite que nadie se aproveche de Carly o que la intimiden o la lastimen. Incluso cuando una chica (la exnovia de Freddie Benson) le ofreció un show donde ella sería la estrella, Sam prefirió contarle todo a Carly y ser leal con su mejor amiga.
Aun cuando se pelean en pocas ocasiones, Sam ha admitido que nunca ha tratado de lastimar físicamente a Carly y que jamás lo haría, ya que la respeta y la aprecia mucho. Además que Sam solo se calma cuando Carly le pide que se tranquilice si alguien la está enfureciendo. Carly la quiere mucho, siempre la apoya en todas sus cosas y es capaz de que le echen toda la culpa o meterse en problemas, con tal de que a Sam nunca le pase nada ya que la quiere tanto como a una hermana.

### Fredward "Freddie" Benson
Es el productor técnico de iCarly y vive frente al apartamento de Carly Shay. Vive con su madre sobre-protectora quien culpa a Carly del "desorden" hormonal de Freddie incluso a pesar de que es lógico ya que vive con una madre un tanto desquiciada. Freddie estaba enamorado de Carly en la primera y segunda temporada, y fueron novios en el episodio iTe salve la vida, pues él arriesgo su vida para salvarla de ser atropellada y ella sintiéndose en deuda aceptó ser su novia.

### Spencer Shay (su hermano)
La relación con su hermano mayor es muy cercana, aunque Carly sea la que más cuide de él por inmadurez, suelen discutir a menudo por su comportamiento poco normal. Es víctima de menudo de sus experimentos.

### Oriental Gibson (Gibby)
aun no disponible

## Novios
- Steven Carson: Carly y Steven son pareja en el episodio "iParty with VICTORiOUS" crossover de la serie iCarly con la serie del mismo creador de Victorious. La relación termina cuando el grupo de iCarly viaja a los ángeles para descubrir a Steven engañando a Carly con Tori Vega.
- Freddie Benson: Carly y Freddie comienzan una relación en el episodio "iSaved your life" cuando Freddie arriesga su vida para salvar a Carly de ser atropellada por un camión de tacos, siendo el atropellado en su lugar. Carly se vuelve su novia sintiéndose en deuda con él. La relación termina en el mismo episodio cuando Freddie le hizo ver a Carly que ella no lo amaba sino que amaba lo que el hizo.
- Griffin: Ella salió con él en "iDate a Bad Boy" hasta que descubrió que coleccionaba PeeWee babies. Ella trató de hacer que la relación funcionara, pero Griffin escuchó a Carly y Sam burlándose de sus PeeWee babies y luego rompió con ella.  Él regresa en "iBeat the Heat" e intenta besarla, pero ella lo rechaza.